# Het Blank Water
Het Blank Water is de naam van een visvijver te Someren-Eind en tevens de naam van een windmolen die bij de vijver, feitelijk een zandwinningsplas, werd gebouwd. De molen bevindt zich nabij de Brugstraat en de Broekstraat.
Het betreft een zeskante houten stellingmolen die in 1994 werd gebouwd en die fungeert als poldermolen. De molen is namelijk voorzien van een vijzel en heeft als doel om twee fonteinen van water te voorzien. De molen heeft een vlucht van 14,5 meter.
Anno 2022 was het landgoed waarop zich de molen en de vijver bevindt gesloten en stond dit te koop. De molen is echter goed vanaf de openbare weg te zien.